# Alen Vitasović
Alen Vitasović, född 5 juli 1968 i Pula, är en kroatisk popsångare och låtskrivare. Han är känd för att sjunga sina låtar på den čakaviska dialekten.
Alen Vitasović började spela dragspel från fem års ålder och bildade sitt första band när han var tolv år. Han fick undervisning i musik, däribland i saxofon och piano. Under sin militärtjänstgöring i Mitrovica spelade han i en musikgrupp. Under 1980- och 90-talen arbetade han som musikredaktör på den kroatiska radions lokalavdelning i Pula.
Vitasovićs solokarriär började 1993 då han släppte sin första singel (Ne moren bez nje). Debutalbumet Gušti su gušti släpptes året efter. 1995 vann han musikfestivalen Melodije Hrvatskog Jadrana i Split och samma år nominerades han i fem kategorier för det prestigefyllda musikpriset Porin. Han vann en Porin i kategorin ”årets bästa nykomling”. 1997 tilldelades han av president Franjo Tuđman utmärkelsen Danica Hrvatska (Kroatiska morgonstjärnan) med en bild av Marko Marulić för sitt arbete inom kroatisk musik.
Vitasović deltog i den kroatiska uttagningen (Dora) till Eurovision Song Contest 1996 med bidraget Marija och kom på 13:e plats. Han deltog igen 2000 med bidraget Ja ne gren och kom på 9:e plats (av 26 bidrag), 2002 med bidraget Ja san Istrijan (6:e plats av 20 bidrag) och 2003 med bidraget Lakse je kad se kraj ne vidi (11:e plats av 12 bidrag). Han deltog återigen 2006 med bidraget Škifo och kom på sista plats och 2007, då han inte lyckades kvalificera sig till final med bidraget Sve bi za nju da. Hans senaste deltagande i tävlingen var 2009 då han tillsammans med Lela Kaplowitz framförde bidraget Tamo gdje ljubav počinje. De lyckades inte kvalificera sig till finalen.
Vitasović har samarbetat med artister och musikgrupper som Lisa Hunt, Crvena Jabuka, Sajeta, Hari Rončević, Maja Škufca, Bruno Krajcar, Adam Končić, Eleonora Turčinović, Karin Kuljanić och Duško Jeličić.

## Diskografi
- Gušti su gušti (1994)
- Svi festivali (1995)
- Come va? (1997)
- Ja ne gren (2000)
- Grih (2003)
- Tone i pretelji (2003)
- Knjiga maštanja (2009)